# Javier Flórez
Javier Antonio Flórez Valoyes (nacido el 18 de mayo de 1982 en Barranquilla, Colombia) es un exfutbolistacolombiano Jugaba de centrocampista.
Flórez fue encarcelado en 2009 por matar a tiros a un hincha después de un partido. Flórez, estaba jugando con Atlético Junior la final del Torneo Apertura contra Once Caldas en un partido de ida y vuelta. La víctima, de 33 años Israel Cantillo, recibió dos disparos por parte de Flórez, que huyó del lugar. Cantillo era un hincha del equipo Junior de Flórez.
Los abogados de Flórez acordaron pagar una indemnización $150 millones para la familia de la víctima, y como consecuencia Flórez fue liberado de la cárcel en septiembre de 2009.
Flórez volvió a las canchas con el cuadro barranquillero en el 2010, pero la presión de los hinchas y los medios llevó a que el club prescindiera de sus servicios. El Atlético Bucaramanga lo recibió en julio de 2010 y siguió ahí con su carrera hasta finales de 2011. Jugó en la B también para la Uniautónoma FC del Caribe en el 2012. Ese mismo año volvió a la primera división, con el Cúcuta Deportivo. En enero de 2015 llega al Boyacá Chicó para jugar la Liga Águila.

## Clubes
| Club                 | País     | Año         |
| -------------------- | -------- | ----------- |
| Atlético Junior      | Colombia | 2002 - 2009 |
| Atlético Bucaramanga | Colombia | 2010 - 2011 |
| Uniautónoma          | Colombia | 2012        |
| Cúcuta Deportivo     | Colombia | 2012 - 2013 |
| Chorrillo            | Panamá   | 2013 - 2014 |
| Boyacá Chicó         | Colombia | 2015        |

## Palmarés

### Campeonatos nacionales
| Título              | Club           | País     | Año  |
| ------------------- | -------------- | -------- | ---- |
| Torneo Finalización | Junior         | Colombia | 2004 |
| Torneo de Clausura  | Chorrillo F.C. | Panamá   | 2014 |